# Bản làm lại
Bản làm lại hay đơn giản là làm lại, là việc sản xuất một bộ phim điện ảnh, phim truyền hình, chương trình truyền hình hoặc video game (trường hợp này gọi là bản cập nhật) hay một hình thức giải trí tương tự nào khác dựa trên một tác phẩm đi trước. Bản làm lại vẫn cùng nội dung với bản gốc nhưng sử dụng dàn nhân vật hay diễn viên khác và có thể sửa đổi bối cảnh hay thay đổi đối tượng khán giả mục tiêu.